# Santo Antônio da Barra
Santo Antônio da Barra is een gemeente in de Braziliaanse deelstaat Goiás. De gemeente telt 4.295 inwoners (schatting 2009).

## Aangrenzende gemeenten
De gemeente grenst aan Acreúna, Paraúna, Rio Verde en Santa Helena de Goiás.

## Verkeer en vervoer
De plaats ligt aan de radiale snelweg BR-060 tussen Brasilia en Bela Vista.